# Konrad Gabriel
Konrad „Koni“ Gabriel (* 9. Juli 1964 in Glarus) ist ein Schweizer Fussballspieler, -trainer und -funktionär.

## Werdegang
Er war Captain des  Teams des FC Glarus, welches 1987 in die 1. Liga aufstieg und  ein Jahr später  den Sprung in die zweithöchste Liga (NLB) schaffte.
Er stand in der Startelf des FC Glarus, als dieser im NLB-Spiel am 13. August 1988 (Saison 1988/89) den FC Basel im  Stadion St. Jakob (Joggeli)  mit 1:2 bezwang. In der 86. Minute sah Gabriel in diesem Spiel die gelb-rote Karte und musste von draussen zuschauen, wie sein Club in der 88. Minute den  Siegtreffer erzielte.
Am 24. Mai 2008 wurde der FC Glarus Veteranen-Schweizer-Meister und Veteranen-Cup-Sieger (Senioren 40+). Koni Gabriel war einer der herausragenden Spieler dieses Teams.
Inzwischen ist Gabriel seit 2014 Präsident des FC Glarus. Unter seiner Leitung stieg der Club in der Saison 2018/2019 von der 4. Liga wieder in die 3. Liga auf.
Zuvor war er mehrere Jahre Junioren-Obmann des FC Glarus und erhielt dafür die Ehrenmitgliedschaft beim FC Glarus.
Er ist der Geschäftsführer der Bäckerei Gabriel, welche insgesamt sieben Filialen betreibt.
Von den "Glarner Nachrichten" wurde er am 8. Januar 2021 für den Titel "Glarner des Jahres 2020" nominiert. Die "Glarner Nachrichten" begründen die Nomination dadurch, dass der FC Glarus 2020 aussortierte aber neuwertige Fussballkleidung, Bälle und Taschen einem Waisenhaus auf Madagaskar spendete. Zudem organisiert der FC Glarus einen Legendentag, an welchem jeder ehemalige FCG-Spieler eingeladen ist.